# Qulto
A Qulto márkanév a szegedi székhelyű Monguz Információtechnológiai Kft. közgyűjteményi informatika és tudásmenedzsment területén nyújtott szolgáltatásainak összességét jelöli. A cég által fejlesztett összetett informatikai rendszerek lefedik a könyvtárak, múzeumok, levéltárak kiadók, turisztikai és tudományos intézmények igényeit, többek között az integrált nyilvántartási rendszerek, digitális gyűjteménykezelés, tartalomszolgáltatás, attrakciófejlesztés területén.
A Qulto Platform gyűjteménykezelő komponensei – Qulto Library (HunTéka és Corvina könyvtári rendszerek), illetve a Qulto Museum – olyan integrált gyűjteményi platformok, melyek különféle köz-és magángyűjtemények, könyvtárak, múzeumok, levéltárak nyilvántartott anyagainak feldolgozásához, kezeléséhez, digitalizálásához, megosztásához vagy intézményi munkafolyamatok támogatásához nyújtanak segítséget. A könyvtári munkafolyamatokat teljesen lefedő komponensek Qulto márkanévvel Kolozsváron kerültek először telepítésre 2012. augusztus 27-én. 
A programokat 2011. január 1-éig az MTA Számítástechnikai és Automatizálási Kutatóintézet, az e-Corvina kft. és a szegedi székhelyű Monguz Információtechnológiai Kft. konzorciuma fejlesztette, ezt követően a Monguz átvette a szoftverrel kapcsolatos üzleti tevékenységet, és ezzel a Qulto kizárólagos fejlesztőjévé vált. Jelentős szakmai elismerésként a HunTéka két egymást követő évben, 2007-ben és 2008-ban – a hazai könyvtári rendszerek közül egyedüliként – termékdíjban részesült.

## Általános jellemzői

### Szoftver- és hardveralapok
A Qulto alapvetően egy relációs adatbázis fölött futó alkalmazások összessége.  
Sok nyílt forráskódú programot használ. Java programozási nyelven íródott, ezért platformfüggetlen. Telepíthető minden Linux, Unix valamint MS Windows operációs rendszerre.
Kliensoldalon működik minden olyan számítógépen, amelyen a Windows újabb[pontosabban?] verziója fut. Grafikus (GUI) felhasználói felületeket alkalmaz. A Java Web Start automatikusan frissíti a rendszert. 
Az adatbáziskezelését hibrid adatbázis-kezeléssel oldja meg, alkalmazza a PostgreSQL ingyenes, relációs adatbázis kezelőt, valamint NoSQL/Solr keresési platformot.
Erőforrás-megosztás tekintetében rugalmasan skálázható kliens-szerver architektúra jellemzi. 
Rendelkezik ASP funkcióval, ennek köszönhetően olyan könyvtárak is alkalmazni tudják, ahol a szerver kapacitása nem elegendő a teljes adatbázis tárolására. 
Használja a korszerű RFID technológiát.
A Qulto-t közepes és nagy könyvtárak számára fejlesztették ki, tesztjei alapján képes több milliós állomány hatékony kezelésére is. 
A Qulto platform minden terméke elérhető felhő alapú szolgáltatásként is. A folyamatos működés, az adatok és digitális tartalmak tárolása és megőrzése georedundáns, 365x24 órás rendszerfelügyeletben monitorozott Qulto Cloud-dal biztosított.

### Egyszerű kezelhetőség
Minden munkafelülete grafikus. A feldolgozó munka űrlapokon keresztül történik, ezek menükből, almenükből választhatók ki. Különböző adatok önálló rekordként tárolódnak a rendszerben így csak egyszer kerülnek rögzítésre, majd a feldolgozó munka folyamán felugró listákból választják. Átjárható, tehát, ha egy adat rögzítésre kerül valamelyik modulban, azt a többi modul is használni tudja. Beépítve tartalmazza  a KÖZTAURUSZ.
Közvetlen internetkapcsolatot igényel, így a Z39.50 protokoll segítségével külső forrásból képes rekordokat saját adatbázisába átemelni.

### Szabványok alkalmazása
Az adatbázis szerkezetét a HUNMARC szabvány alapján alakították ki, az adatok belső szerkezeti tagoltsága szegmentált, az adatelemek szintjéig lebontott, az egyes elemek célzottan elérhetők, ezáltal különféle formátumokban (HUNMARC, USMARC/MARC21, ISBD stb.) kinyerhetők.   
A Z39.50 protokoll segítségével kapcsolódik az elosztott könyvtári rendszerekhez. A MARC katalogizálás és a Z39.50 együttes használata virtuális összeköttetést biztosít a könyvtárak között, tehát virtuális közös katalógusként működik (HunKat)  
Elektronikus dokumentumok bibliográfiai rekordját Dublin Core-ban építi fel. 
A negyedik modell az OAI-PMH protokoll alkalmazása, mely elektronikus tartalmak terjesztését teszi lehetővé. 

## Integrált gyűjteménykezelő rendszerek

### Könyvtári szoftver – Qulto Library (HunTéka ésCorvina)
A program támogatja a gyűjtemény formai és tartalmi feltárását, hagyományos és a hagyományostól eltérő dokumentumok bibliográfiai rekordjának automatikus felépítését. Kezeli az egyes dokumentumok beszerzésével kapcsolatos műveleteket, nyilvántartja az információhordozó lelőhelyét és példányára vonatkozó adatait. Automatizálja az állomány naprakész ellenőrzését és az intézmény kölcsönzési politikájának megfelelően koordinálja az információhordozó szolgáltatását.  Pénzügyi, adminisztrációs és adatszolgáltatási segítséget nyújt. 
Hardver felépítése 
- egy nagy teljesítményű szerver tárolja az adatokat,
- ehhez a szerverhez kapcsolódnak az egyes munkaállomások, asztali kliensek.

Alkalmazások szintje 
- az adatok, melyek táblázatok rendszerében, ezen belül rekordokban tárolódnak,
- programok, SQL adatbázis-kezelő, mely az adatokkal a közöttük lévő kapcsolat alapján különböző műveleteket végez,
- struktúrák, megjelenítés, az XML-struktúra alkalmazása.

#### Katalogizálás

A Qulto bibliográfiai rekordja HURF formátumban

A Katalogizáló modul lehetővé teszi a dokumentumok hazai és nemzetközi szabványoknak megfelelő tartalmi és formai feltárását.  Belső rekordszerkezetét HUNMARC formátumban automatikusan építi fel.  Támogatja a feltárás során a besorolási adatok (szerzők, tárgyszó|tárgyszavak, sorozatok) ellenőrzését, ezáltal segítve az egységes bibliográfiai rekord előállítását.  A besorolási adatokon túl, a kiadók és nyomdák, valamint a megjelenési helyek és a szakjelzetek is ellenőrzött állományba tárolódnak. A bibliográfiai és besorolási űrlapok tartalma és elrendezése a helyi igényekhez igazítható, kezelve ezáltal a leírás eltérő sajátosságait. Minden dokumentumfajta leírható, a leíráshoz média fájlok csatolhatók, melyek megjeleníthetők a nyilvános katalógusban (OPAC). A feldolgozó munkát a rekordok importálásának lehetősége segíti. Támogatja az állományellenőrzés, apasztás, fiókkönyvtárak közötti szállítást is.

#### Kölcsönzés
Az összes kölcsönzéssel összefüggő műveletet a Kölcsönzés modulban éri el a felhasználó.  A modulban a könyvtár kölcsönzési politikájának megfelelő olvasói osztályba sorolhatók a látogatók, adottak az olvasói kategóriák szerinti szabályozási lehetőségek is. Biztosítja a kölcsönzési, visszavételi, előjegyzési műveletek gyors és egyszerű kezelését. A kölcsönzési tranzakciókat a rendszer tárolja. Lehetőség van a jótállók és a késedelmes olvasók pénzügyi tartozásainak pontos nyilvántartására. Automatikus értesítési rendszer funkcióval is rendelkezik (lejárati emlékeztető, késések, előjegyzett dokumentumok beérkezése, kör-email rendezvényekről). Az RFID technológia önkölcsönző állomások felállítását teszi lehetővé, ami személyzet nélküli kölcsönzést biztosít. 
A modulban minden tárolt adatra végezhető keresés, ez a modul biztosítja a legtöbb szempontú visszakeresést.

#### Gyarapítás
Az intézmény állománygyarapításával kapcsolatos feladatokat automatizálja.  Teljes körűen kezeli a szállítók, valamint a dokumentumok bibliográfiai és példányadatait. Lebonyolítja a beszerzés pénzügyi tranzakcióival kapcsolatos műveleteket.  Nyilvántartja a költséghelyeket, automatikusan végez számításokat a számviteli törvény előírásai szerint. Külföldi fizetőeszközöket vált át.
A modulban dezideráta adatok felvételére is lehetőség van, az olvasó online módon vagy személyesen tehet javaslatot a beszerzésre. 
A modulban végezhető az állomány ellenőrzése, teljes körű segítséget nyújt az intézmény adatszolgáltatási kötelezettségéhez.

#### Periodikák
A Qulto képes a rendszeresen és a rendszertelenül megjelenő, illetve a rendszeresen megjelenő, de átlagostól eltérő kiadványok kezelésére. 
A periodika adatainak rögzítése nyitott bibliográfiai leírással történik, így a rekordhoz kapcsolhatók az egyes füzetek és példányok adatai. A rendszer az eltérő szintek leírását egymásból indítható űrlapokkal biztosítja. 
A modulban a folyóiratokat cikkenként is katalogizálhatjuk, ebben az esetben, a katalógusban cikk címére és tartalmára is kereshetünk. A rekordhoz teljes szövegű dokumentum kapcsolható az URL címének megadásával.  
A program köröztetési listák elkészítését teszi lehetővé.

#### Média kezelés
Bibliográfiai és besorolási rekordhoz is kapcsolható kép, hang, videó, szöveges dokumentum, amelyek a feldolgozói és az OPAC felületen is megjelennek, beállított szabálytól függően. A hozzáférési módok médiarekordonként szintén szabályozhatók (adott felhasználói csoportnak és/vagy IP korlátozás, jogvédett anyagok szolgáltatására is), illetve a modul lehetőséget ad a teljes szövegben történő keresésre is.

#### Riportok
Az önálló alrendszerként működő statisztika modul segítségével az előírt statisztikai adatok mellett a vezetői döntéseket támogató, az állomány kihasználtságára és a szolgáltatások igénybevételére vonatkozó információk is rendelkezésre állnak. A riport modulban lekérdezhető információk köre konfigurációs módosításokkal tetszőlegesen bővíthető az adatbázisban tárolt adatokkal.
Nyilvános katalógus – OPAC3
Az OPAC3 a Monguz Információtechnológiai Kft. által fejlesztett saját nyilvános katalógus. A funkciói között megtalálhatjuk az OPAC-ok megszokott funkcióit: keresés, szűrés, találati lista rendezése, etc. A nyilvános katalógusban számos egyedi beállításra van lehetőség, például egyedi keresőfeltételek, könyvajánlók és szűrők kihelyezése, testre szabható metaadat-megjelenítés és a relevancia alapú keresés finomhangolása.
A komponensei többek között a Liferay keretrendszer, SOLR indexelő adatbázis és egyedi portletek. OAI-PMH és REST-API hívások beállíthatók a rendszerben. Egyedi kérésre portálba is integrálható a nyilvános katalógus.

### Múzeumi szoftver – Qulto Museum
A Qulto Museum (korábban múzeumi HunTéka vagy HunTéka-M) rendszer segítséget nyújt múzeumoknak, köz-és magángyűjteményeknek gyűjteményük kezelésében, digitalizálásában, megosztásában. Elsődleges célja a muzeális intézmények őrzésében, kezelésében, illetve birtokában levő  kulturális javakról  vezetett nyilvántartás szoftveres támogatása, illetve a papír nyilvántartások kiváltása. A nyilvántartáson túl támogatja a kulturális javakra vonatkozó egyéb ismeretek rögzítését és ezek sokrétű és többnyelvű újrahasznosítását. Egyszerűbbé teszi az adatkezelést, adatbázis-építést, publikus információk online megosztását. Minden hazai jogszabályi előírásnak megfelel, lehetővé téve a rendszert használó intézmények auditálhatóságát és átláthatóságát. Nemzetközi leíró és adatcsere szabványokat használ, így a kapcsolódó rendszerek probléma nélkül integrálhatók bármilyen aggregációs és adatgazdagító kezdeményezésbe. Hatékonyan kezel nagy, akár több milliós adatmennyiséget is.